# خورشیدگرفتگی ۴ نوامبر ۲۰۷۸
خورشیدگرفتگی ۴ نوامبر ۲۰۷۸ (به انگلیسی: Solar eclipse of November 4, 2078) یک خورشیدگرفتگی از نوع خورشیدگرفتگی حلقه‌ای است. این خورشیدگرفتگی در تاریخ ۴ نوامبر ۲۰۷۸ میلادی (‎۱۴ آبان ۱۴۵۷ خورشیدی) روی خواهد داد که زمان اوج آن، ساعت ۱۶:۵۵:۴۴ به‌وقت ساعت هماهنگ جهانی است. مدت زمان و طول این خورشیدگرفتگی ۸ دقیقه و ۴۹ ثانیه خواهد بود.